# Madras Crocodile Bank Trust
Koordinaten: 12° 46′ 48″ N, 80° 14′ 20″ O

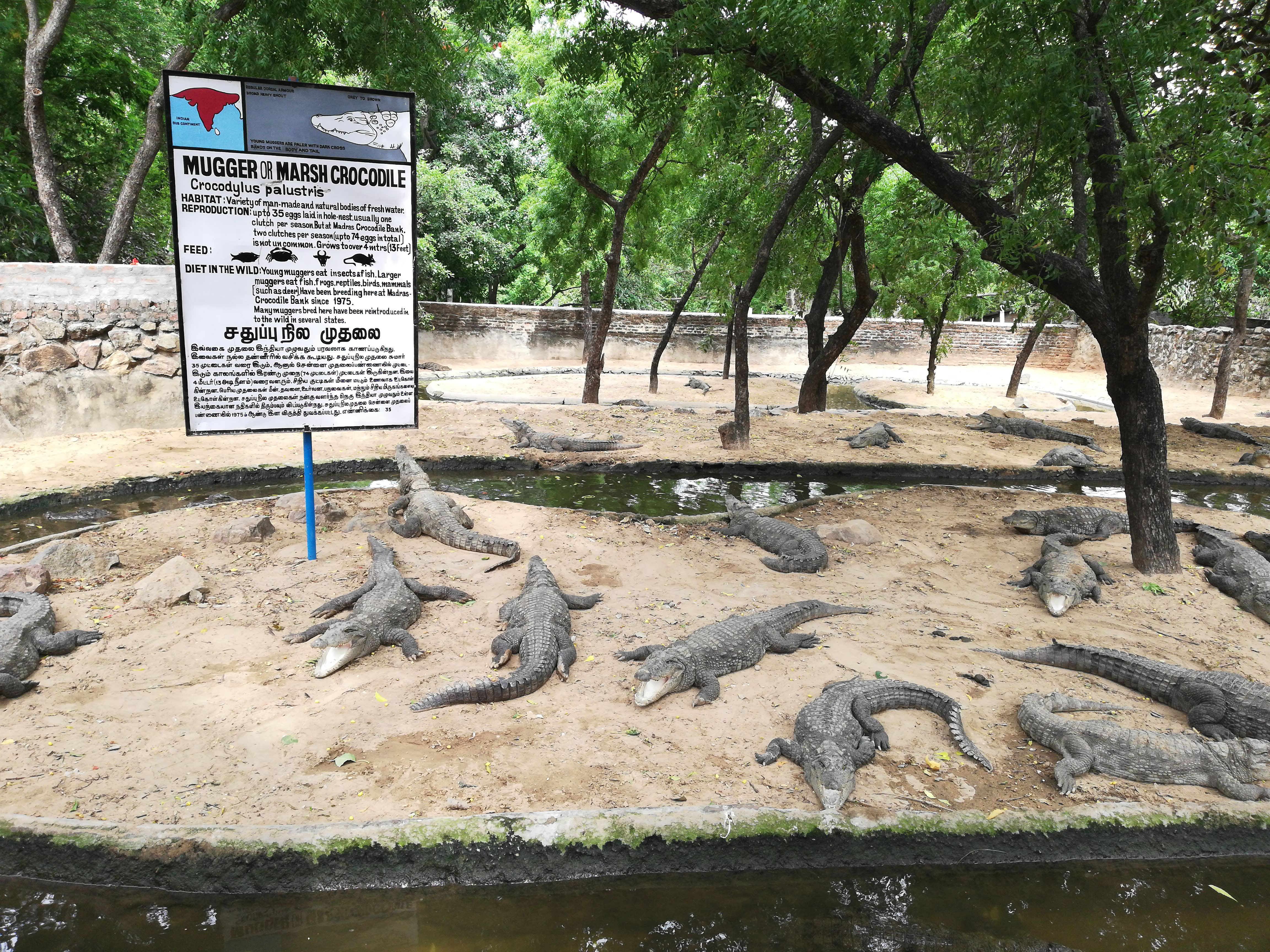
Anlage für Sumpfkrokodile

Der Madras Crocodile Bank Trust ist eine nahe Mamallapuram, südlich von Chennai (dem ehemaligen Madras), gelegene zooähnliche Krokodilfarm im indischen Bundesstaat Tamil Nadu. Der Zoo ist Mitglied der Central Zoo Authority (CZA).

## Geschichte
Bis Mitte des 20. Jahrhunderts war die Jagd auf Krokodile in Indien ein lukratives Geschäft, da Produkte, die aus Krokodilleder hergestellt wurden, sehr gefragt waren und sich gut verkaufen ließen. Eine unkontrollierte Entnahme von Tieren aus der Natur führte dazu, dass die Krokodilpopulationen in Indien an den Rand des Aussterbens gerieten. Diese Tatsache veranlasste die Regierung 1972, mit dem Wild Life Protection Act Schutzmaßnahmen für die drei Arten Sumpfkrokodil (Crocodylus palustris), Leistenkrokodil (Crocodylus porosus) und Gangesgavial (Gavialis gangeticus) zu beschließen. Parallel dazu versuchten die Herpetologen Romulus und Zai Whitaker 1976 mit Zuchtprogrammen die Bestände zu sichern, wozu der Madras Crocodile Bank Trust gegründet wurde. Die Auswilderung dort gezüchteter Individuen war zunächst sehr erfolgreich, gestaltet sich jedoch aufgrund der starken Bevölkerungszunahme in Indien und der damit einhergehenden Abnahme geeigneter Biotope zunehmend problematisch. Die Schutzmaßnahmen für Reptilien stießen bei der Bevölkerung auf großes Interesse, sodass die Farm das Artenspektrum um Schildkröten, Echsen und Schlangen erweiterte und sich als Madras Crocodile Bank Trust – Center for Herpetology bezeichnete.

## Tierbestand
Um dem Leitgedanken des Zoos zu folgen, sind in den Anlagen nahezu ausschließlich Reptilien zu besichtigen. Die heimische Reptilienfauna bildet dabei den Schwerpunkt. Nachfolgende Bilder zeigen einige Tierarten aus dem Bestand des Madras Crocodile Bank Trust.

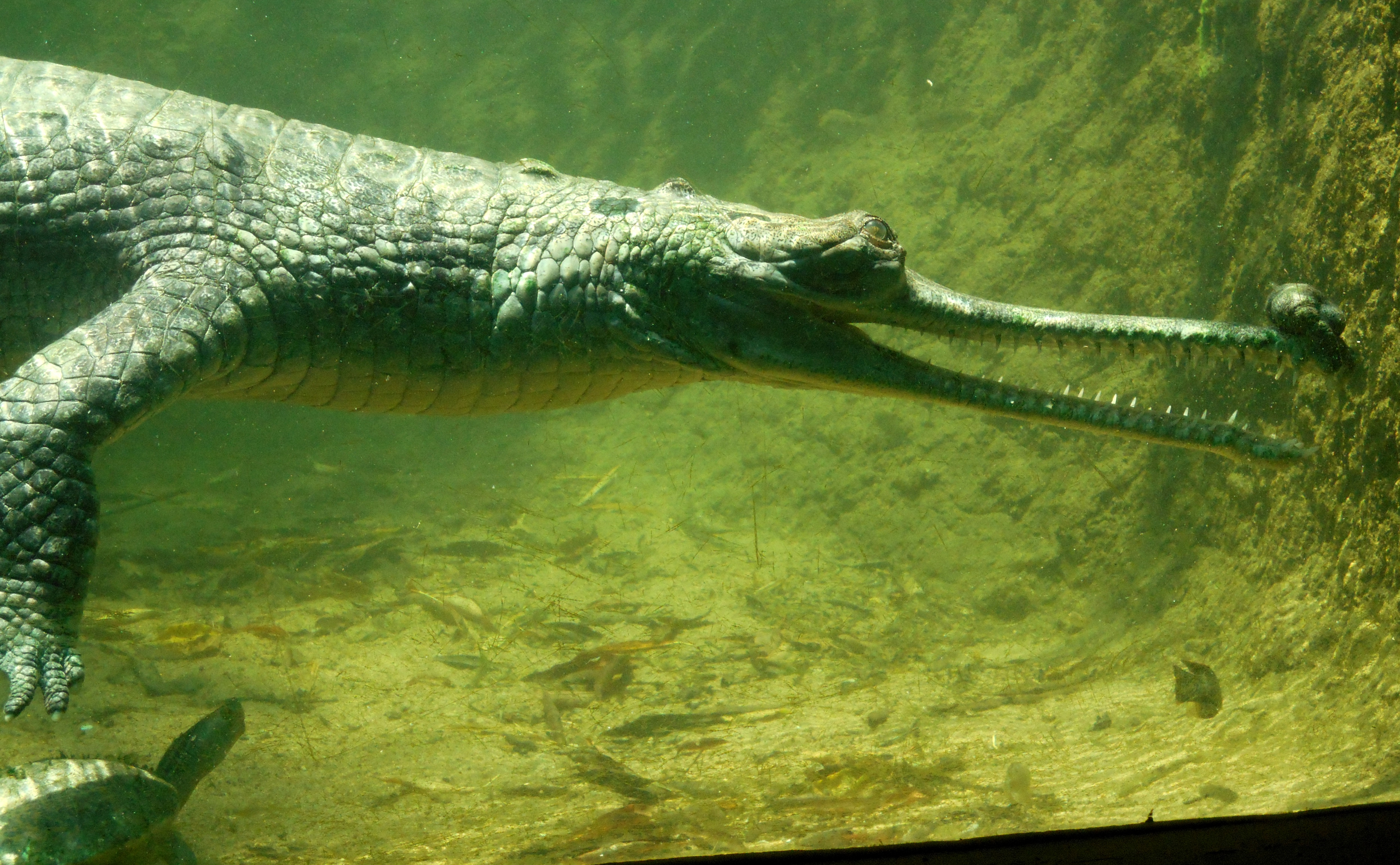
Gangesgavial (Gavialis gangeticus)
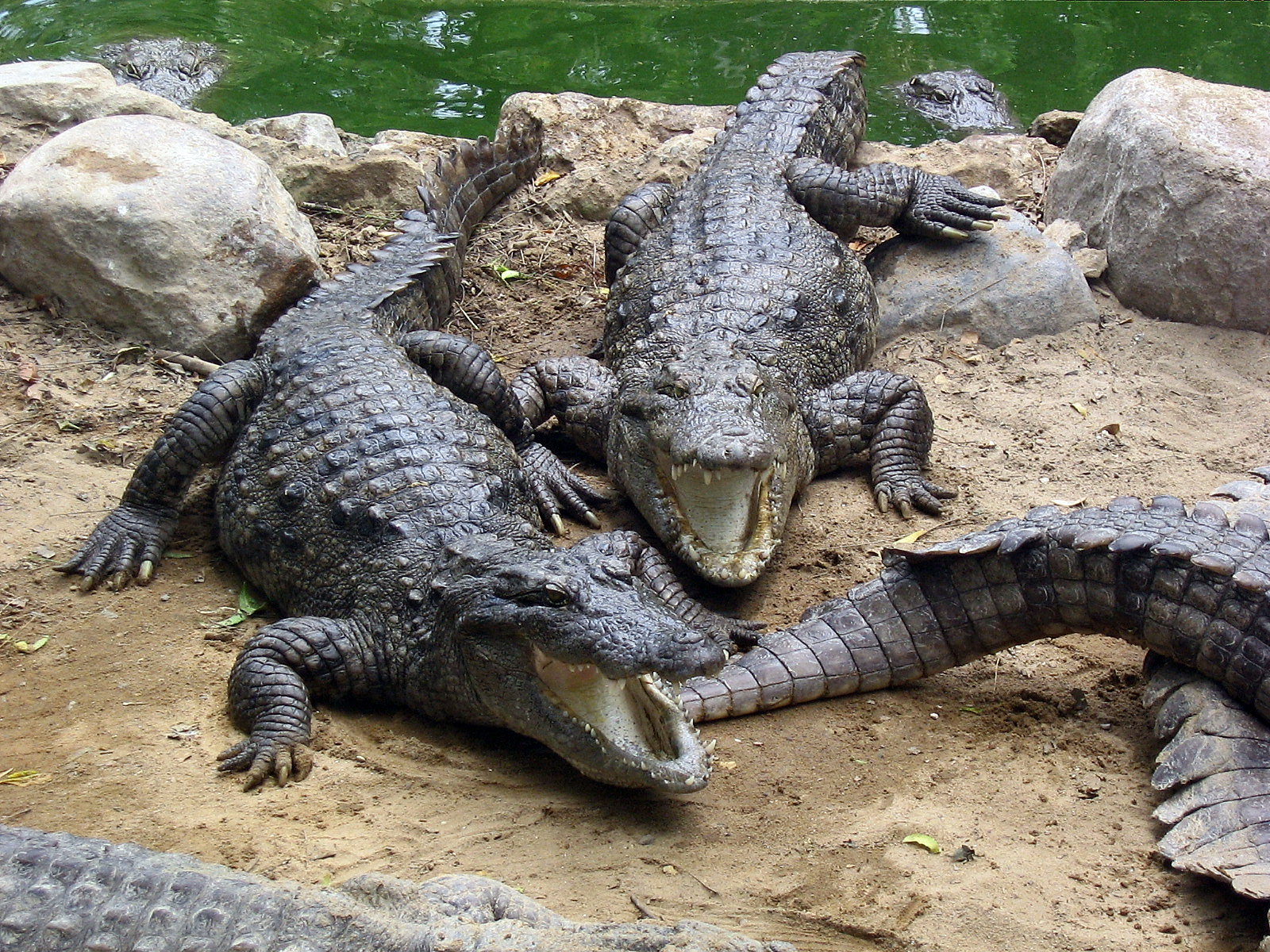
Gruppe von Sumpfkrokodilen (Crocodylus palustris)
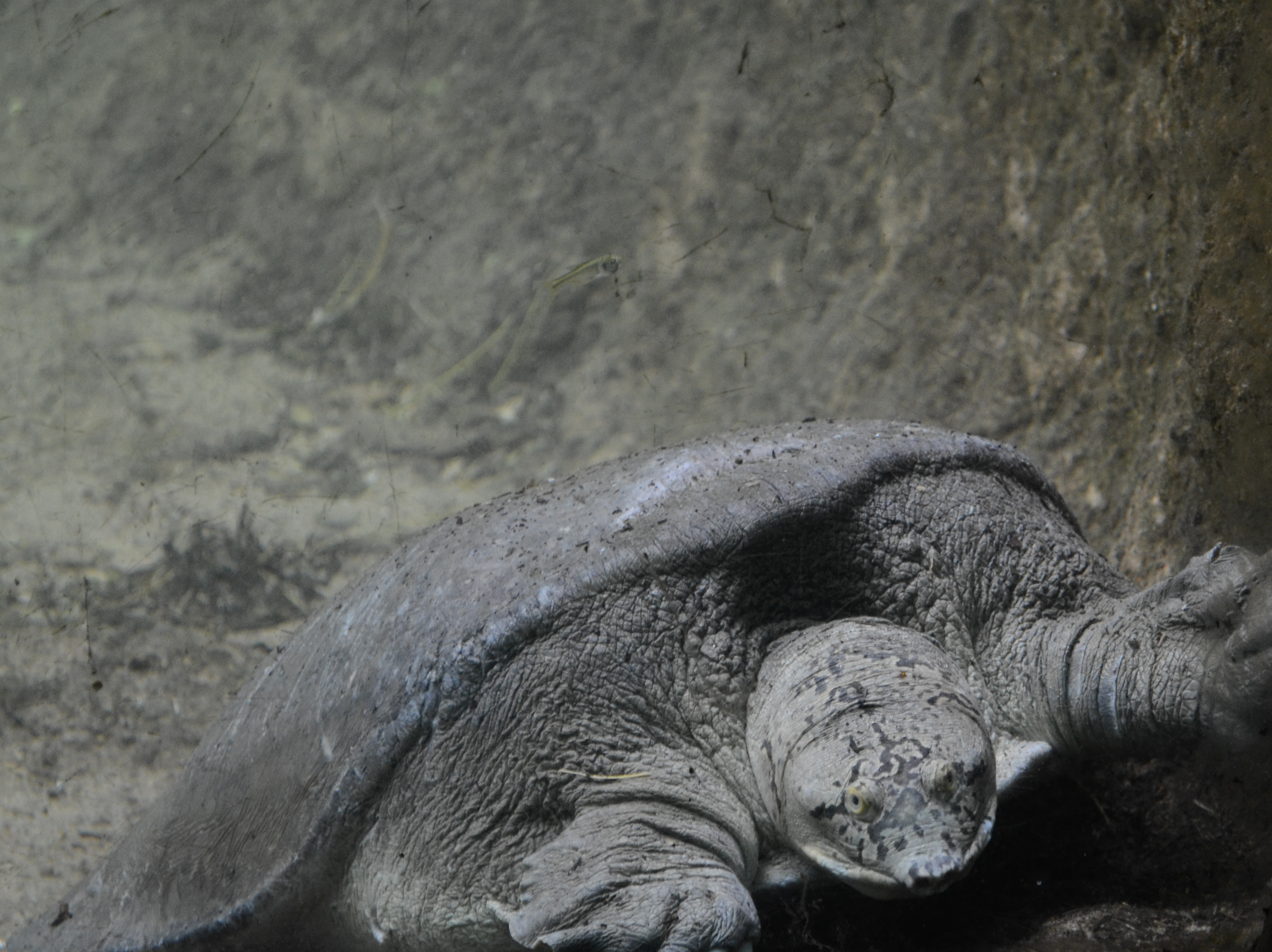
Indische Klappen-Weichschildkröte (Lissemys punctata)
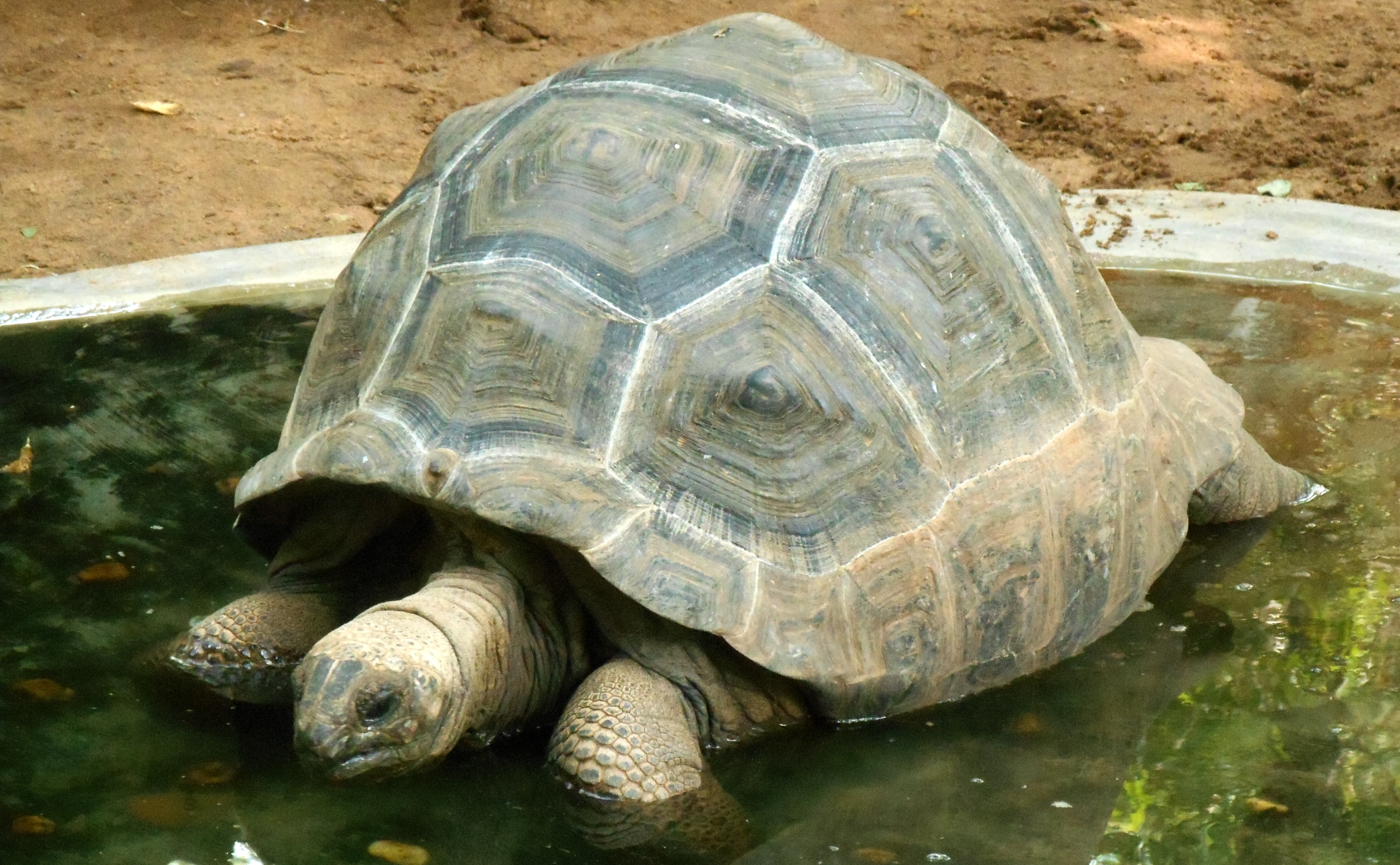
Aldabra-Riesenschildkröte (Aldabrachelys gigantea)

## Arterhaltungsprogramme
Der Zoo beteiligt sich an Ex-situ- und In-situ-Arterhaltungsprogrammen für mehrere seltene Tierarten und setzt sich neben der Erhaltung der bedrohten und gefährdeten Krokodilarten auch für die Erhaltung der Bengalischen Flussschildkröte (Batagur kachuga), die 2004 zum ersten Mal in Gefangenschaft gezüchtet wurde, ein. Die Nördliche Batagur-Schildkröte (Batagur baska) scheint in freier Wildbahn nahezu ausgestorben. Einige wenige Individuen leben in Gefangenschaft und zwei davon, beides Weibchen, werden im Madras Crocodile Bank Trust gehalten. Um die Art züchten zu können, wurde im Jahr 2004 ein Männchen vom Zoo Wien erworben. Nachdem dieses mit den Weibchen zusammengebracht worden war, haben die Tiere nach einer zweijährigen Wartezeit erfolgreich gezüchtet: 2021 schlüpften sechs Jungtiere. Viele gezüchtete Tiere werden in verschiedene Biotope von Nachbarländern oder in Zoos abgegeben. Die gegenwärtigen Zuchtbemühungen konzentrieren sich auf die kritisch gefährdeten Gangesgaviale und die erwähnten Schildkrötenarten.